# پولتون، چشر
پولتون (به انگلیسی: Poulton) یک روستا در بریتانیا است که در پولتون و پولفورد واقع شده‌است. پولتون ۹۲ نفر جمعیت دارد.